# Bad Kissingen
Bad Kissingen é uma cidade e estância termal alemã, localizada na região bávara da Francônia Inferior, e é a capital do distrito de Bad Kissingen. Situada ao sul do maciço montanhoso de Rhön, no rio Saale Francônio, é uma estância termal de renome mundial.

## Personalidades
- Jack Steinberger (1921), Prémio Nobel de Física de 1988